# Strepsylla mina
Strepsylla mina är en loppart som beskrevs av Hamilton Paul Traub 1950. Strepsylla mina ingår i släktet Strepsylla och familjen mullvadsloppor. Inga underarter finns listade i Catalogue of Life.